# 艾芬豪 (喬治亞州)
艾芬豪（英語：Ivanhoe）是位於美國喬治亞州布洛克縣的一個非建制地區。該地的面積和人口皆未知。

## 地理
艾芬豪的座標為32°17′03″N 81°28′38″W / 32.28417°N 81.47722°W，而該地的平均海拔高度為28米（即92英尺）。